# Saint-Brice (Gironde)
Saint-Brice település Franciaországban, Gironde megyében. Lakosainak száma 314 fő (2022. január 1.). Saint-Brice Daubèze, Castelviel, Coirac, Saint-Sulpice-de-Pommiers és Sauveterre-de-Guyenne községekkel határos.

## Népesség
A település népessége az elmúlt években az alábbi módon változott:
| Lakosok száma | 325  | 278  | 280  | 308  | 306  | 317  | 316  | 315  | 314  | 314  |
|               | 1968 | 1982 | 1990 | 2006 | 2013 | 2015 | 2017 | 2019 | 2020 | 2022 |